# IU Internationale Hochschule
Az IU Internationale Hochschule (IU Alkalmazott Tudományok Nemzetközi Egyeteme) egy államilag elismert magánegyetem, amelynek székhelye Erfurtban van, és 28 telephelye van Németországban.
Személyes jelenlétet kívánó campusi, táv- és hibrid oktatási programokat kínál német és angol nyelven. Több mint 85 000 hallgatójával az IU a legnagyobb egyetem Németországban a 2021-es nyári szemeszteri adatok szerint.

## Történelem
Az IU-t 1998-ban alapították Internationale Fachhochschule (IFH, Alkalmazott Tudományok Nemzetközi Egyeteme) néven Bad Honnefben, a tanítás 2000/2001-es őszi félévben kezdődött 23 hallgatóval.
Az egyetem kezdetben Feuerschlößchenben, Wilhelm Girardet egykori otthonában kezdte meg működését, Bad Honnef városközpontjától északra. 2000-ben a Bad Honnef-Beuel kerületben található történelmi Bischofshof egykori épületébe költözött, amelyet korábban egy üzleti iskola használt. A műemlék épületegyüttest 2005-ben két kollégiummal és egy refektóriummal bővítették. 2007 februárjában felavatták a könyvtárral, szemináriumi termekkel és irodákkal rendelkező új adminisztrációs épületet.
2009 júliusában a Német Tudományos Tanács (Wissenschaftsrat) tíz évre intézményesen akkreditálta az egyetemet, majd 2021-ben újabb öt évre újra akkreditálták. 2010-ben a Német Rektori Konferencia tagja lett.
2013 közepén az IU egyesült a szintén magánegyetemként működő erfurti Adam Ries Alkalmazott Tudományok Egyetemével, és ezzel a duális tanulmányi modellel is bővítette kínálatát. 2016 márciusában egyesült a brémai Nemzetközi Üzleti és Logisztikai Egyetemmel (HIWL), és azóta duális tanulmányi programokat is kínál ezen a helyszínen.
2019-ben az egyetem székhelyét Erfurtba helyezték át, azóta a türingiai felsőoktatási törvény hatálya alá tartozik.

## Szervezet
Az egyetem 1999 óta államilag elismert, 2009-ben és 2021-ben a Tudományos Tanács által akkreditált. A szakokat, valamint az egyetem belső minőségirányítását (rendszerakkreditáció) az Alapítványi Akkreditációs Tanács megbízásából a Nemzetközi Üzleti Akkreditációs Alapítvány (FIBAA) is akkreditálja.

2017-es logó

Az egyetem fenntartója az IU Internationale Hochschule GmbH, amelynek 2007 óta egyedüli részvényese a Career Partner GmbH (2021 óta: IU Group N.V.) Ez utóbbi 2017 óta az Oakley brit befektetőcsoport tulajdonában van, korábban 2007 és 2015 között a müncheni székhelyű Auctus befektetési cég, 2015 és 2017 között pedig az amerikai székhelyű Apollo Group tulajdonában volt. 
Az egyetem irányító szervei a rektorátus, a szenátus és egy szakmai tanácsadó testület, amely a tanszékek és vállalatok szakmai érdekeinek képviseletét látja el. Az egyetem belsőleg úgynevezett egységekre van osztva a kurzusai mentén, amelyek mindegyike egy-egy prorektorátusnak van alárendelve. Emellett az egyetem nagyrészt autonóm regionális és telephelyi igazgatóságokra és kilenc szakterületre tagolódik.

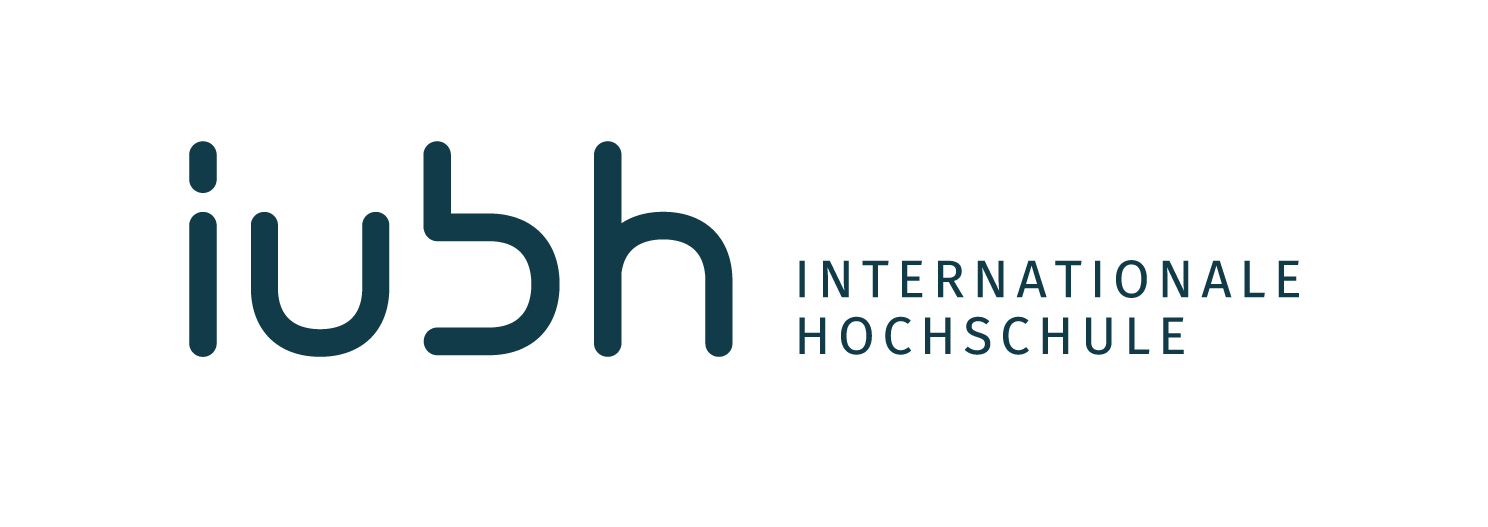
Logó 2021 tavaszán

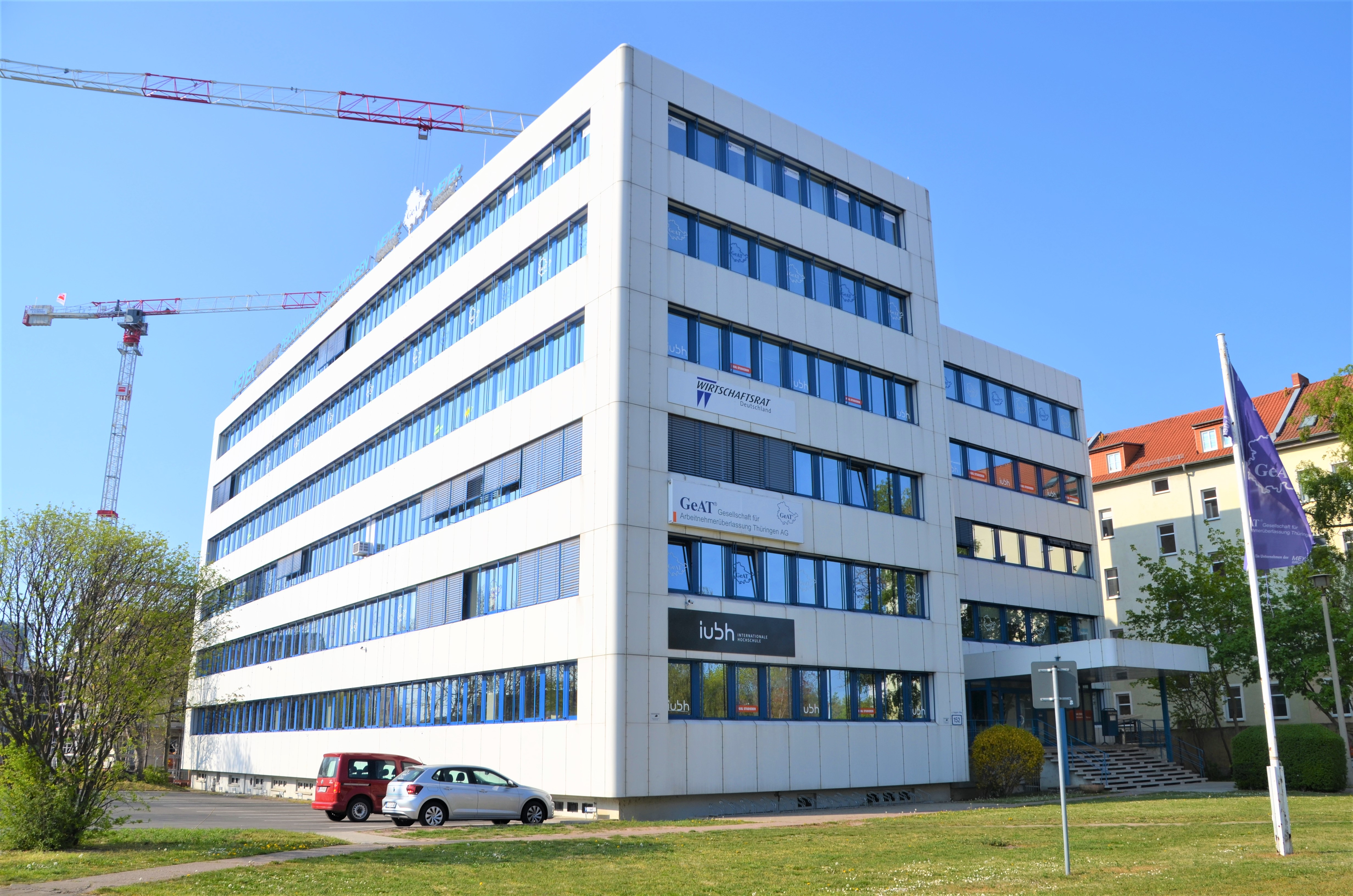
IU Erfurti campusa

## Helyszínek
A virtuális campus mellett az egyetem jelenleg 28 helyszínt működtet: Augsburg, Bad Honnef, Berlin, Bielefeld, Braunschweig, Bréma, Dortmund, Drezda, Duisburg, Düsseldorf, Erfurt, Essen, Frankfurt am Main, Freiburg, Hamburg, Hannover, Karlsruhe, Köln, Lipcse, Lübeck, Mainz, Mannheim, München, Münster, Nürnberg, Peine (2021 végéig), Stuttgart és Ulm. 2022-ben a következő helyszínekkel bővül: Aachen, Bochum, Kassel, Kiel, Mönchengladbach, Potsdam, Ravensburg, Regensburg, Rostock, Saarbrücken és Wuppertal.
A távoktatáshoz számos külföldi vizsgaközpont is rendelkezésre áll a Goethe-intézetek telephelyein.

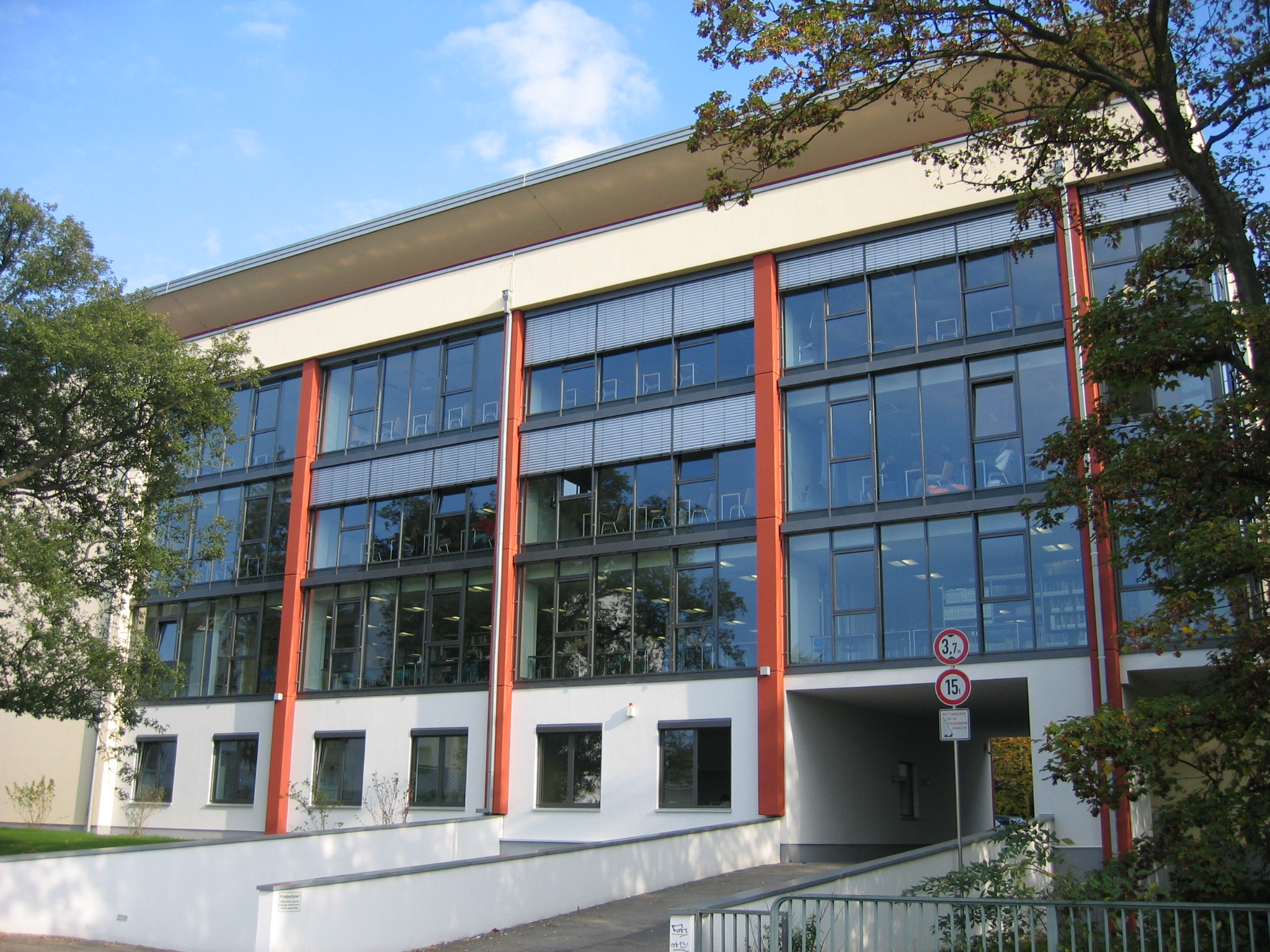
Az IU Bad Honnefi campusa

## Tanulmányi programok
Az IU International University mintegy 200 alap-, mester- és MBA-képzést kínál különböző tanulmányi formákban (távoktatás, kombinált tanulmányok, MyStudium, duális tanulmányok) a következő szakterületekről:
- Tervezés, építészet és kivitelezés
- Egészség
- Vendéglátás, turizmus és rendezvény
- Humán erőforrások
- IT és technológia
- Marketing és kommunikáció
- Társadalomtudományok
- Szállítás és logisztika
- Közgazdaságtan & menedzsment

## Fordítás
- Ez a szócikk részben vagy egészben  az   IU Internationale Hochschule című német Wikipédia-szócikk ezen változatának fordításán alapul.  Az eredeti cikk szerkesztőit annak laptörténete sorolja fel. Ez a jelzés csupán a megfogalmazás eredetét és a szerzői jogokat jelzi, nem szolgál a cikkben szereplő információk forrásmegjelöléseként.

## Weblinkek
- UI Nemzetközi Alkalmazott Tudományok Egyeteme
- UI Nemzetközi Alkalmazott Tudományok Egyeteme Weblapja